# Franciszek Cybula
Alfred Franciszek Cybula (ur. 10 sierpnia 1940 w Gdańsku, zm. 21 lutego 2019 w Kartuzach) – polski duchowny katolicki, kapelan prezydenta Lecha Wałęsy w latach 1990–1995.

## Życiorys
Był synem pochodzącego ze Śląska Karola Mandrysza oraz Heleny z domu Arendt. Ojciec jako folksdojcz służył w Wehrmachcie i zginął w 1944 w czasie działań wojennych w Jugosławii, matka zaś w 1945 zmarła na tyfus. Jako sierota został przygarnięty przez bezdzietne małżeństwo Leona i Melanii Cybulów z Siemirowic i przyjął ich nazwisko.
Święcenia kapłańskie przyjął 11 czerwca 1967 w bazylice mariackiej w Gdańsku. W trakcie posługi kapłańskiej pracował jako duszpasterz wśród młodzieży szkolnej i akademickiej, a od 1979 także wśród lekarzy i farmaceutów. Do 1988 był duszpasterzem akademickim w gdańskiej parafii Najświętszego Serca Jezusowego, a następnie został proboszczem sopockiej parafii Gwiazda Morza (do grudnia 1990).
Od 1980 był spowiednikiem Lecha Wałęsy, przewodniczącego NSZZ „Solidarność”. Po wygranych przez Wałęsę w 1990 wyborach prezydenckich, został mianowany prezydenckim kapelanem. Funkcję tę sprawował do końca kadencji w 1995. 
W latach 1995–1998 był proboszczem parafii wojskowej pw. św. Apostołów Piotra i Pawła w Gdańsku. W latach 2003–2010 był penitencjarzem w bazylice archikatedralnej w Gdańsku-Oliwie. Był członkiem kapituły archikatedralnej, a od 2009 prałatem honorowym. Od 2010 był na emeryturze, a ostatnie lata życia spędził w Gowidlinie. Został pochowany w grobie przy gowidlińskim kościele.
Napisał autobiografię Ksiądz w Belwederze. Okruchy wspomnień ks. kapelana Prezydenta.

## Współpraca ze Służbą Bezpieczeństwa PRL
W latach 1969–1990 był zarejestrowanym tajnym współpracownikiem SB o pseudonimie „Franek”; jego teczka osobowa została zniszczona.

## Zarzuty
W filmie dokumentalnym Tylko nie mów nikomu z 2019 roku w reżyserii Tomasza Sekielskiego ksiądz Cybula został przedstawiony jako sprawca molestowania osób małoletnich. W filmie przedstawiony jest zapis dźwiękowy rozmowy Cybuli z dorosłym w momencie realizacji filmu mężczyzną o ich kontaktach seksualnych sprzed lat (ofiara miała wtedy 12 lub 13 lat). Do molestowania miało dojść w czasie, kiedy Cybula zakończył pracę jako kapelan prezydenta i osiadł w Gowidlinie. Ksiądz wyraża przekonanie, że „równorzędnie żeśmy się tym darzyli” i chce dać pieniądze mężczyźnie. Cybula zmarł przed premierą filmu. Mszę pogrzebową celebrował arcybiskup Sławoj Leszek Głódź, który według ofiary miał wiedzieć o nadużyciach seksualnych Cybuli i zachować tę wiedzę dla siebie.

## Twórczość
- Ksiądz w Belwederze. Okruchy wspomnień ks. kapelana Prezydenta. 1993. ISBN 978-83-906813-8-2. Brak numerów stron w książce